# Služátky
Služátky (německy Sluschatek) jsou obec v okrese Havlíčkův Brod v Kraji Vysočina. Žije zde 159 obyvatel.

## Historie
První písemná zmínka o obci pochází z roku 1591.

## Obyvatelstvo
| Rok            | 1869 | 1880 | 1890 | 1900 | 1910 | 1921 | 1930 | 1950 | 1961 | 1970 | 1980 | 1991 | 2001 | 2011 | 2021 |
| -------------- | ---- | ---- | ---- | ---- | ---- | ---- | ---- | ---- | ---- | ---- | ---- | ---- | ---- | ---- | ---- |
| Počet obyvatel | 93   | 130  | 138  | 146  | 182  | 175  | 180  | 213  | 121  | 161  | 147  | 127  | 142  | 155  | 142  |
| Počet domů     | 17   | 21   | 20   | 21   | 24   | 28   | 32   | 40   | 32   | 38   | 39   | 42   | 46   | 52   | 54   |

## Obecní správa a politika
Mezi lety 1869–1921 Služátky patřily jako osada obce k Přísece v okrese Ledeč nad Sázavou (v letech 1869–1910 Ledeč). V letech 1930–1950 byly obcí. V letech 1961–1991 patřily znovu jako část obce k Přísece a od 1. ledna 1992 jsou opět samostatnou obcí.

### Politika
V letech 2006–2010 působil jako starosta Josef Havel, od roku 2010 tuto funkci zastává Hynek Bouchal.

### Obecní symboly
Znak a vlajka byly obci uděleny rozhodnutím předsedy Poslanecké sněmovny Parlamentu České republiky dne 6. června 2017. Blason: Polcený štít se stříbrnou hlavou, v ní pět modrých lilií vedle sebe. V pravém modrém poli stříbrné průčelí kaple s obloukovým vstupem a věžičkou. Levé pole dvakrát černo-stříbrno-červeně dělené. Popis vlajky: List tvoří tři vodorovné pruhy, černý, bílý s pěti modrými liliemi vedle sebe, a červený. Poměr šířky k délce listu je 2 : 3.

## Pamětihodnosti
- Kaple Panny Marie – stojí na návsi
- Žižkova studánka – asi dva kilometry od obce

## Galerie

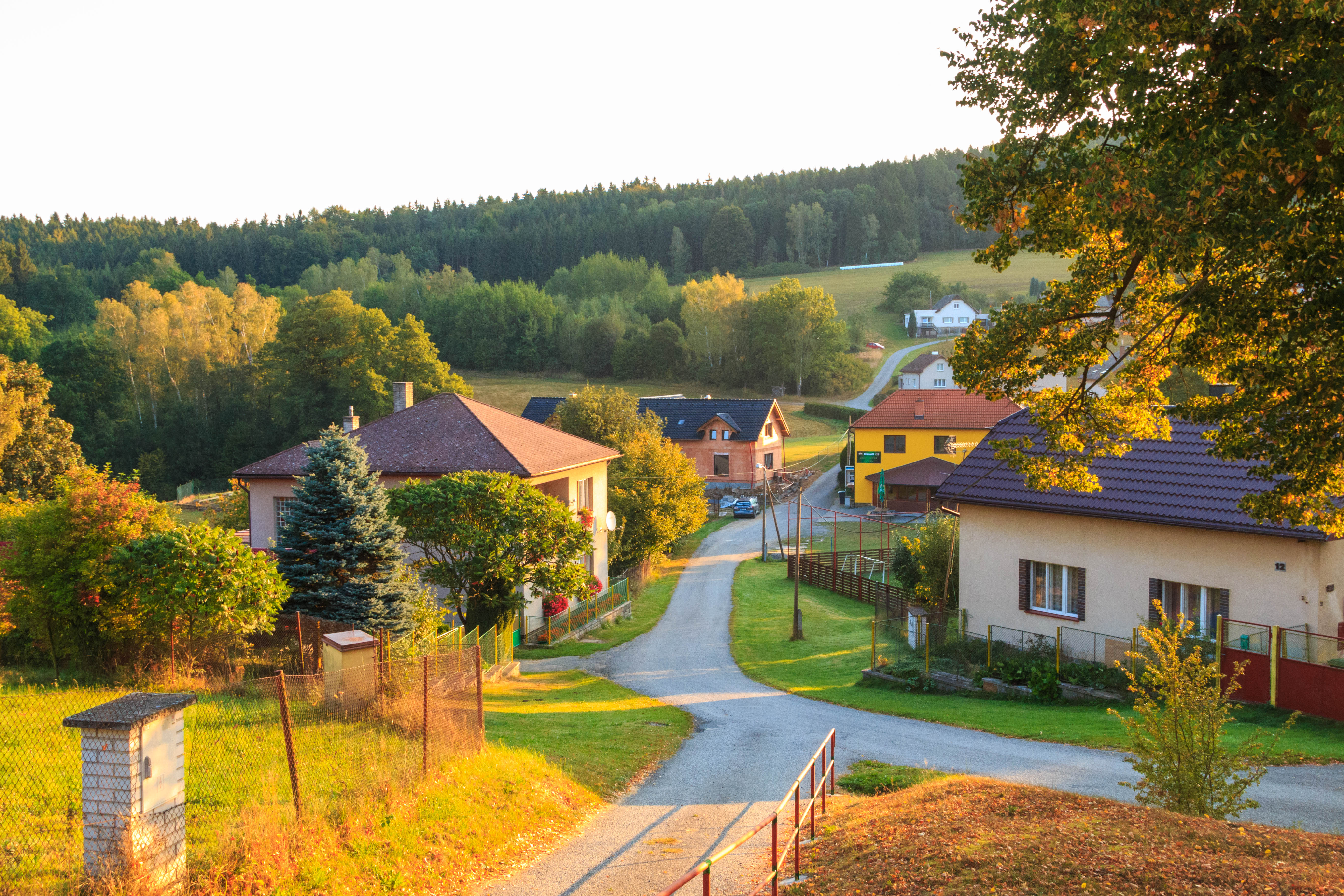
Služátky
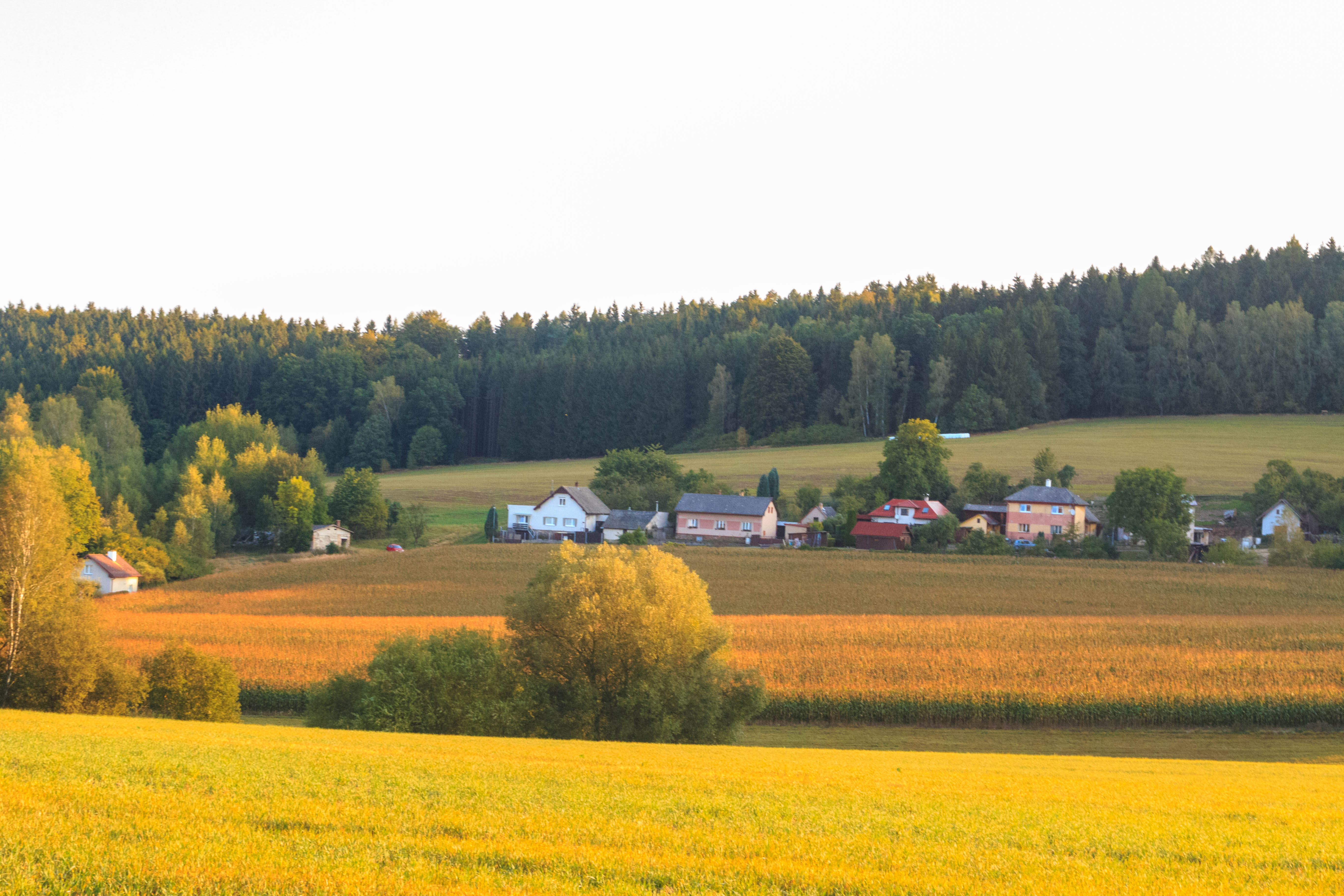
Pohled na Služátky
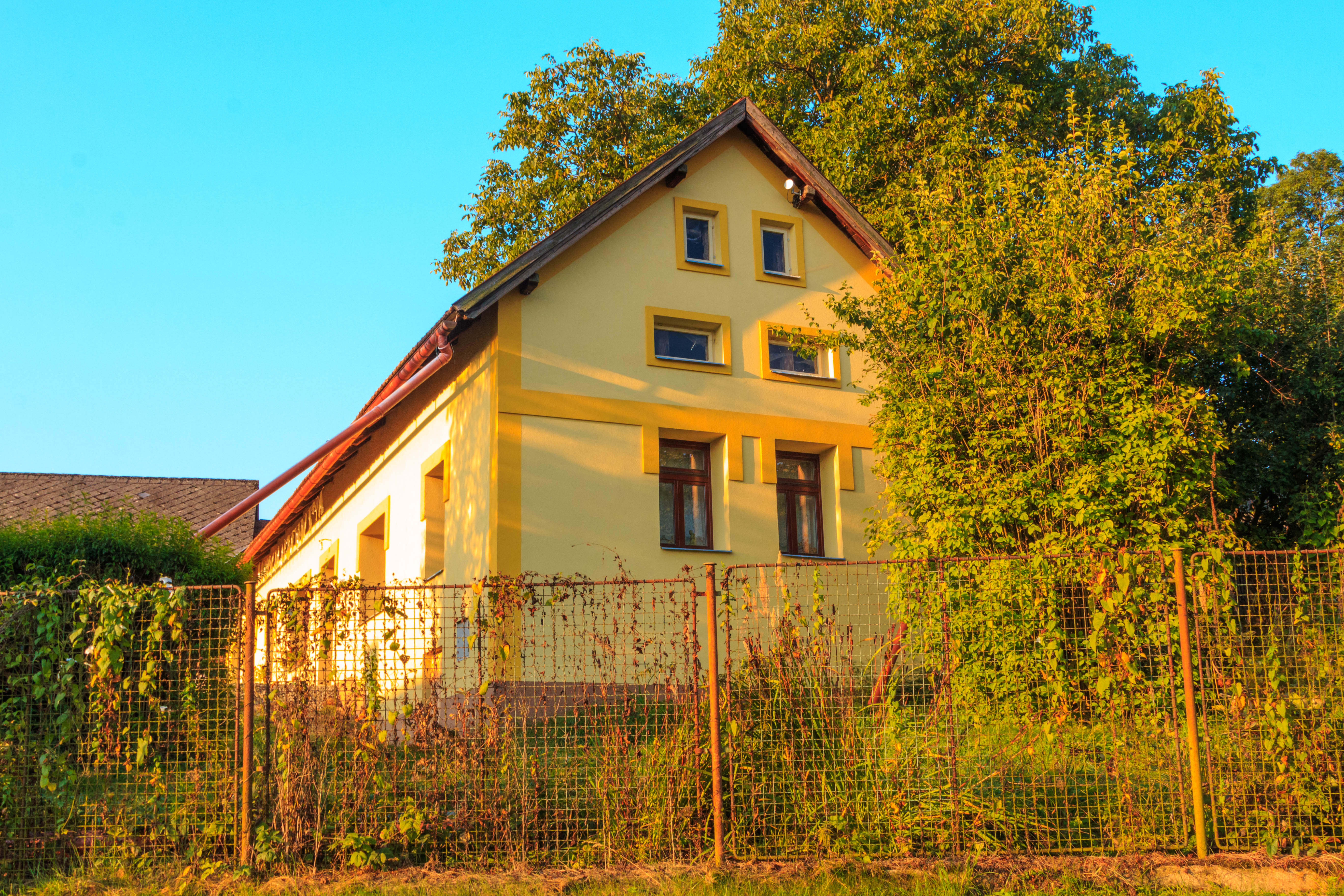
Čp. 13
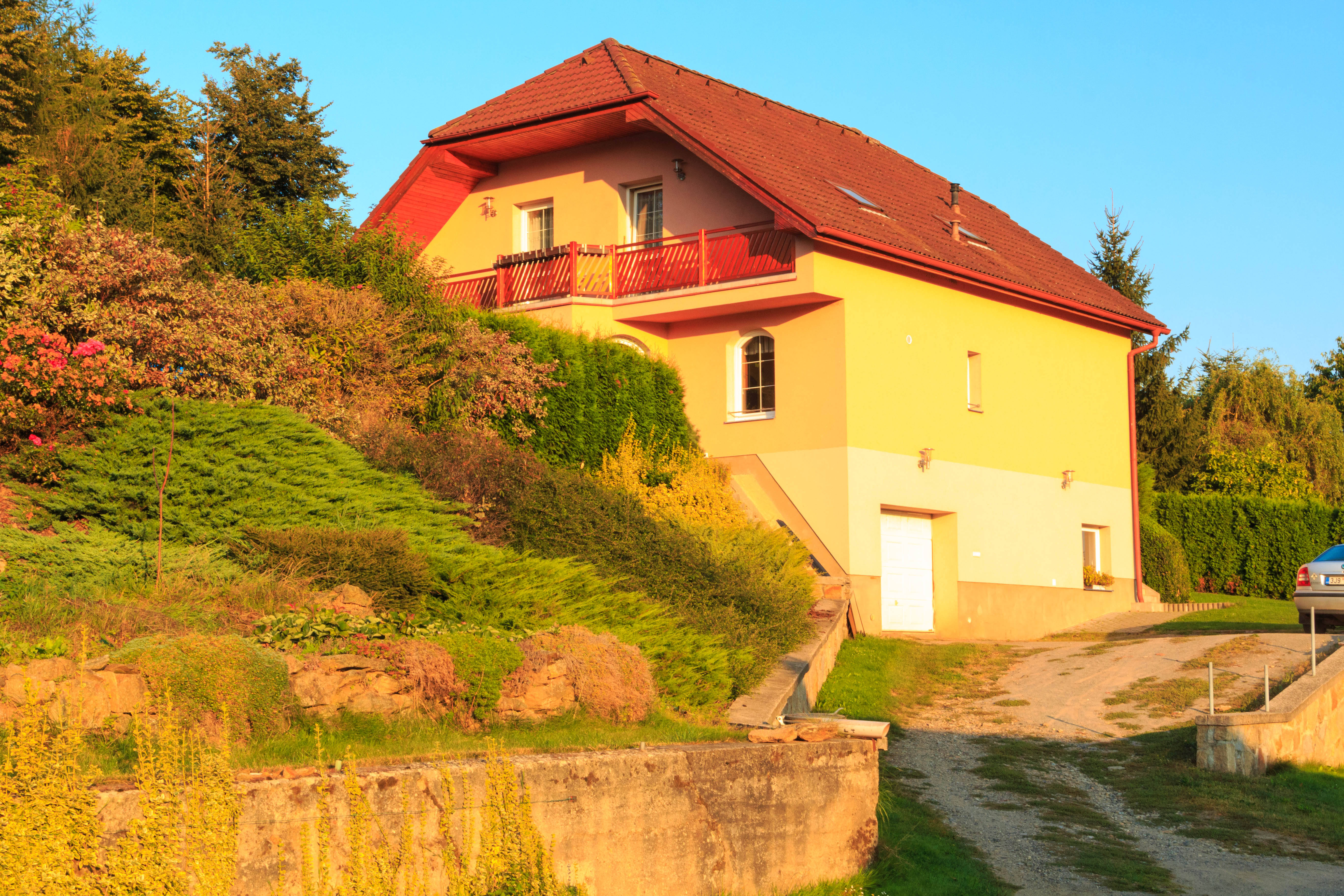
Čp. 24